# عقاب‌های دریایی
عقاب دریایی (نام علمی: Haliaeetus) سرده‌ای از پرندگان شکاری تیرهٔ بازان است. عقاب‌های دریایی در کنار پهنه‌های آبی همچون دریاها و دریاچه‌ها، رودخانه‌ها و تالاب‌ها زندگی می‌کنند و غذای اصلی آن‌ها ماهی است.
عقاب دریایی را نباید با عقاب ماهی‌گیر (Pandion haliaetus) اشتباه گرفت. عقاب ماهیگیر هم مانند عقاب‌های دریایی در کنار آب زندگی کرده و از ماهی تغذیه می‌کند، اما به تیره جداگانه‌ای تعلق داشته و خویشاوندی نزدیکی با عقاب‌های دریایی ندارد.

## گونه‌ها
۸ گونه از عقاب‌ها به این سرده تعلق دارند و با نام عقاب دریایی شناخته می‌شوند:
- عقاب دریایی شکم‌سفید (H. leucogaster)
- عقاب دریایی سانفورد (H. sanfordi)
- عقاب دریایی آفریقایی (H. vocifer)
- عقاب دریایی ماداگاسکاری (H. vociferoides)
- عقاب دریایی پالاس(H. leucoryphus)
- عقاب دریایی دم‌سفید (H. albicilla)
- عقاب سرسفید (H. leucocephalus)
- عقاب دریایی استلر (H. pelagicus)